# Danubio FC
Danubio Fútbol Club jest urugwajskim klubem piłkarskim z Montevideo. Nazwa klubu w języku hiszpańskim oznacza "Dunaj". Klub został założony przez bułgarskich emigrantów. W klubie zaczynało swoją karierę wielu znanych piłkarzy jak Álvaro Recoba, Marcelo Zalayeta czy Edinson Cavani.

## Osiągnięcia
- Mistrz Urugwaju (3): 1988, 2004, 2006/07